# Luis Soffner
Luis Scott Soffner (* 15. Januar 1990 in St. Louis, Missouri) ist ein ehemaliger US-amerikanischer Fußballspieler auf der Position eines Torwarts.
Im Dezember 2014 zog er sich aus dem aktiven Fußballsport zurück und schlug eine Karriere in der Privatwirtschaft ein.

## Karriere

### Karrierebeginn in Cleveland und St. Louis
Luis Soffner wurde am 15. Januar 1990 als Sohn von Julie und Rodney Soffner in der Großstadt St. Louis im US-Bundesstaat Missouri geboren. An der Seite seines Bruders Charlie und seiner Schwester Maria wuchs er in Cleveland, Ohio, sowie in St. Louis auf. Im Jahre 1999 begann er seine Vereinskarriere beim Nachwuchsausbildungsverein Internationals Soccer Club in Cleveland. Dort war er bis 2005 aktiv und gewann mit seinen jeweiligen Teams von 2001 bis 2005 alljährlich Staatstitel der jeweiligen Altersgruppe. Nebenbei spielte er von 2004 bis 2005 im Schulfußballteam der Saint Ignatius High School in Cleveland. Mit den St. Ignatius Wildcats, so der Name der schuleigenen Sportabteilung, gewann er in seiner Sophomore-Saison, dem Spieljahr 2005, die Staatsmeisterschaften von Ohio, sowie den NSCAA-High-School-National-Title.
Nach dem Umzug der Familie zurück nach St. Louis trat Soffner auf Vereinsebene für den Scott-Gallagher Soccer Club in Erscheinung. Sein Großvater Jim Scott war dabei einer der Gründer dieses Klubs, der im Jahr 2007 zusammen mit den beiden Ausbildungsvereinen St. Louis/Busch Soccer Club und Metro United Soccer Club zum St. Louis Scott Gallagher Soccer Club (SLSG) fusionierte. Mit seiner Mannschaft gewann er in den Jahren 2006 und 2007 die Staatsmeisterschaften von Missouri. Parallel dazu spielte er auch für die Schulfußballmannschaft an der St. Louis University High School, in der er nach dem Umzug sein Junior- und Senior-Jahr absolvierte. In seinem letzten Jahr brachte er es auf 18 Shutouts bei 23 Meisterschaftseinsätzen und schaffte mit den Junior Billikens ins Finale um den Staatsmeistertitel von Missouri, wo die Mannschaft jedoch unterlag. Für seine Leistungen wurde Soffner ins St.-Louis-All-Metro-First-Team, sowie ins All-State-Team gewählt. Auch auf schulischer Ebene konnte Soffner auf sich aufmerksam machen und schloss alle vier Jahre mit Auszeichnung (first (class) honors) ab.

### Wechsel an die Indiana University Bloomington
Nach seinem High-School-Abschluss begann Soffner ein Studium an der Indiana University Bloomington in Bloomington im US-Bundesstaat Indiana. Dort traf er unter anderem auf die ebenfalls aus St. Louis stammenden Spieler Tommy Meyer und Chris Haffner, die beide mit ihm die St. Louis University High School besuchten bzw. mit ihm im Scott-Gallagher Soccer Club spielten. Im sekundären Bildungsbereich wählte er ein Mathematikstudium und kam parallel zu seiner Studienzeit in der Herrenfußballmannschaft der Universitätssportabteilung Indiana Hoosiers zum Einsatz. Sein erstes Studienjahr 2008 beging er gleich mit einer Redshirt-Saison und kam erst im darauffolgenden Spieljahr 2009 zu ersten Einsätzen für die Hoosiers. In diesem Jahr kam er auf insgesamt neun Shutouts, sowie auf 1.861,14 absolvierte Einsatzminuten und einen Goals Against Average (GAA) von 1,02. Insgesamt kamen in diesem Spieljahr 76 Schüsse auf sein Tor und er wurde am Ende des Jahres in die Academic-All-Big-Ten-Auswahl gewählt. Mit der zu diesem Zeitpunkt noch von Mike Freitag trainierten Mannschaft schaffte er es nach Siegen in der ersten und der zweiten Runde bis in die Regional Semifinals der Gruppe Regional 2 der NCAA Division I Men’s Soccer Championship 2009 und unterlag dort mit 0:1 der University of North Carolina at Chapel Hill.
Im nachfolgenden Spieljahr 2010 startete Soffner unter dem neuen Trainer Todd Yeagley in 18 Meisterschaftsspielen im Tor der Hoosiers, wobei 72 Schüsse auf sein Tor abgegeben wurden. Neben der einmaligen Wahl zum Big-Ten-Defensive-Player-of-the-Week wurde er in diesem Jahr auch ins All-Tournament-Team sowie zum Goalkeeping-MVP gewählt. Bei 1.631,53 absolvierten Einsatzminuten und einen GAA von 1,27 schaffte er es zu dem ins NSCAA-Scholar-All-Region-First-Team, sowie zum zweiten Mal in die Academic-All-Big-Ten-Auswahl. Mit der Mannschaft kam er abermals in die NCAA Division I Men’s Soccer Championship; im Spieljahr 2010 unterlag das Team, nach einem klaren 5:1-Sieg über die University of Tulsa in der zweiten Runde, in den Regional Semifinals der Gruppe Regional 3 knapp mit 1:2 dem späteren Sieger der NCAA Division I Men’s Soccer Championship, der University of Akron. Neben einer zweimaligen Wahl zum Big-Ten-Defensive-Player-of-the-Week kam Soffner im Spieljahr 2011 auf einen GAA von 0,82 bei 1.982,50 Einsatzminuten mit insgesamt acht Shutouts. Im dritten Jahr in Folge schaffte er es in die Academic-All-Big-Ten-Auswahl und mit dem Team in die NCAA Division I Men’s Soccer Championship. In diesem Spieljahr schied die Mannschaft abermals nach einem klaren Zweitrundensieg frühzeitig vom Turnierverlauf aus. In der dritten Runde der Regional 1 erfolgte erst in der Verlängerung gegen die University of North Carolina at Chapel Hill eine Niederlage.
Das Spieljahr 2012 bestritt Soffner nicht nur als Mannschaftskapitän, sondern absolvierte zugleich sein wohl erfolgreichstes Meisterschaftsjahr an der Indiana University Bloomington. Neben der dreimaligen Wahl zum Big-Ten-Defensive-Player-of-the-Week wurde er im vierten Jahr in Folge in die Academic-All-Big-Ten-Auswahl geholt und erstmals mit der Big-Ten-Medal-of-Honor ausgezeichnet. Nach dem abermaligen Einzug in die NCAA Division I Men’s Soccer Championship schaffte er mit der Mannschaft in der NCAA Division I Men’s Soccer Championship 2012 ein Weiterkommen über die dritte Runde hinaus. Nach einem Zweitrundensieg über die Xavier University und zwei knappen Siegen über die Notre Dame Fighting Irish in der dritten und die University of North Carolina at Chapel Hill im Viertelfinale der Regional 1 zogen die Indiana Hoosiers in die National Semfinals des College Cups, dem Entscheidungsspiel um die Meisterschaft im College Soccer, ein. Nach einem 1:0-Erfolg über die Creighton University fand sich das Team im Endspiel gegen die Georgetown University, die sich erst im Elfmeterschießen des Semifinales für das Endspiel qualifizierte, wieder. Vor allem dem Offensivakteur Nikita Kotlov, aber auch der starken Defensive rund um Torhüter Luis Soffner war es zu verdanken, dass die Indiana University Bloomington am 9. Dezember 2012 den College Cup für sich entschied. Für die Universität war es bereits der acht Meistertitel im Herrenfußball seit dem Start des Fußballprogramms im Jahre 1973. Soffner, der es über das gesamte Spieljahr auf zwölf Shutouts gebracht hatte, wurde nicht nur ins All-Tournament-Team gewählt, sondern erhielt auch die Ehrung als College-Cup-Most-Outstanding-Defensive-Player. Insgesamt absolvierte er in diesem Jahr 2.246,08 Einsatzminuten und erhielt nach Saisonende eine Einladung in die Major League Soccer Combine 2013.
Mit 262 Saves rangiert er hinter Juergen Sommer (271; 1987–1990), Scott Coufal (274; 1993–1996) und Cary Feld, der später als Rabbi unter dem Namen Chanan Feld bekannt war, (275; 1974–1977) auf dem vierten Platz der Rangliste der Universität (Stand: Februar 2018). Über seine gesamte Karriere an der Indiana University Bloomington brachte er es zu 47 Siegen bei 84 Meisterschaftseinsätzen und auf 7.722,05 Einsatzminuten. In allen Einsatzjahren an der Universität war Soffner ein Letterman.

### Sprung in die MLS und Wechsel in die Privatwirtschaft
Am 17. Januar 2013 wurde Soffner in der zweiten Runde des MLS SuperDraft 2013 zum Major-League-Soccer-Franchise New England Revolution gedraftet; neben Eriq Zavaleta, der in der ersten Runde als zehnter Pick zum Seattle Sounders FC kam, war er einer von zwei Spielern der Indiana University Bloomington, die in diesem Jahr über den MLS SuperDraft den Sprung in die MLS schafften. Über den MLS Supplemental Draft 2013 schaffte wenige Tage später mit Caleb Konstanski auch ein dritter Spieler der Indiana den Weg in die MLS, scheiterte aber an einer Profikarriere und zog sich danach weitgehend aus dem Fußballsport zurück. Bei New England Revolution traf Soffner auf zwei weitere ehemalige Spieler der Indiana: Kevin Alston und Lee Nguyen. In weiterer Folge rangierte er hinter Bobby Shuttleworth und Matt Reis nur als dritter Torhüter im Kader und saß in lediglich drei Spielen der Major League Soccer 2013 und in zwei Spielen des Lamar Hunt U.S. Open Cup 2013 uneingesetzt auf der Ersatzbank. Während die Mannschaft in der Liga den Einzug in die saisonabschließenden Play-offs schaffte und dort in den Conference Semifinals gegen Sporting Kansas City unterlag, erfolgte im Pokal im Viertelfinale gegen D.C. United das Aus. In diesem Jahr verlobte er sich auch mit seiner langjährigen Lebensgefährtin und ehemaligen Studienkollegin Kate Montgomery und überlebte wenige Monate zuvor den Anschlag auf den Boston-Marathon, als er sich rund 200 Yards vom zweiten detonierten Sprengsatz entfernt befand.
Nachdem er 2013 zu keinem Pflichtspieleinsatz für die Revolution gekommen war, wurde Soffner zusammen mit seinem Teamkollegen Alec Sundly für das Spieljahr 2014 an den USL-Pro-Partner Rochester Rhinos verliehen. Zuvor stand bereits eine Vertragsauflösung im Raum. Bei den Rhinos absolvierte der 24-Jährige am 5. April 2014 bei einer 1:3-Niederlage gegen den amtierenden Meister Orlando City sein Profidebüt. Danach setzte ihn Trainer Bob Lilley in weiteren neun Meisterschaftsspielen als Stammkraft ein, ehe Soffner nach vollendeter Leihzeit wieder zu New England Revolution zurückkehrte, aber bereits kurz darauf entlassen wurde. Während seiner Zeit als Fußballprofi unterstützte er auch das in Seattle beheimatete Unternehmen West Coast Goalkeeping beim Design und der Vermarktung von Torwarthandschuhen. Parallel zu seiner Laufbahn als Profi war er von 2013 bis 2014 auch als Assistenz- und Torwarttrainer an der Brandeis University tätig und war hier mitunter auch mit der Rekrutierung von High-School-Juniors und -Seniors betraut. Am 13. Dezember 2014 heiratete Soffner seine Verlobte in Randolph, Massachusetts.
Danach zog er sich weitgehend aus dem Fußballsport zurück und begann im Februar 2015 eine Tätigkeit als Leasing Manager bei The Beach Company, einem in Südkalifornien ansässigen Unternehmen im Real-Estate-Development-Bereich. Nach einem Jahr stieg er im Februar 2016 zum Assistant Property Manager auf und war bis Februar 2017 als solcher in der Immobilienentwicklung tätig. In ähnlicher Position (Investment Accountant) wurde er bei der Investmentgruppe Greystar tätig. Wie bereits für The Beach Company arbeitete er auch für Greystar von Charleston im US-Bundesstaat South Carolina aus und kehrte im November 2018 wieder zur The Beach Company zurück. Seitdem ist er dort als Investor Relations Manager angestellt und arbeitet dabei für die Beach Real Estate Funds, LLC (Stand: 2021).